# Горан Туфегджич
Горан Туфегджич (серб. Goran Tufegdžić / Горан Туфегџић, нар. 25 листопада 1971, Пожареваць) — сербський футбольний тренер.

## Кар'єра
Вихованець клубу «Млади Радник». 1989 року залучався до складу молодіжної збірної Югославії.
Розпочав тренерську кар'єру у цьому ж клубі «Млади Радник» з Першої ліги, через два роки був запрошений в Футбольний союз Сербії у футбольну школу. У 2002 році вперше працював у Кувейті, на посаді помічника тренера в клубі «Аль-Кадісія» під керівництвом відомого місцевого фахівця Мохаммеда Ібрахіма. У сезоні 2003/04 повернувся до Сербії, де знову прийняв свій перший клуб — «Млади Радник» і досяг з ним підвищення в класі.
У 2005 році повернувся в «Аль-Кадісію», знову на посаду помічника тренера, де працював до 2007 року, коли прийняв свій перший клуб в Кувейті як головний тренер «Аш-Шабаб» (Ахмаді), з яким у 2008 виграв Перший дивізіон і отримав право грати в Прем'єр-лізі Кувейту.
У лютому 2009 року Туфегджич очолив збірну Кувейту, змінивши на посаді Мохаммеда Ібрахіма. З ним був підписаний контракт на 1 рік з оплатою в 11 тис. $ на місяць. 6 травня 2010 року контракт був продовжений ще на 16 місяців, зі збільшенням окладу до 25 тис. $ на місяць. Під керівництвом Туфегджича у перших 31 матчах збірна виграла 13, звела внічию 14 і лише 4 рази програла, показавши різницю м'ячів 53-29. 2010 рік став найбільш успішним для Туфегджича. Збірна Кувейту виграла чемпіонат Західної Азії і Кубок Перської затоки.
У 2013 році збірна Кувейту під керівництвом Горана Туфегджича взяла «бронзу» на розіграші Кубка Перської затоки, розгромивши у матчі за 3-тє місце збірну Бахрейну з рахунком 6:1. Того ж року Туфегджич покинув збірну і подальшому працював на Близькому Сході у клубах — саудівському «Аль-Іттіфаку», катарській «Аль-Вакрі» та еміратському «Аль-Іттіхаді» (Кальба).

## Досягнення
- Переможець Чемпіонату Західної Азії: 2010
- Володар Кубка Перської затоки: 2010